# Verney, der letzte Mensch

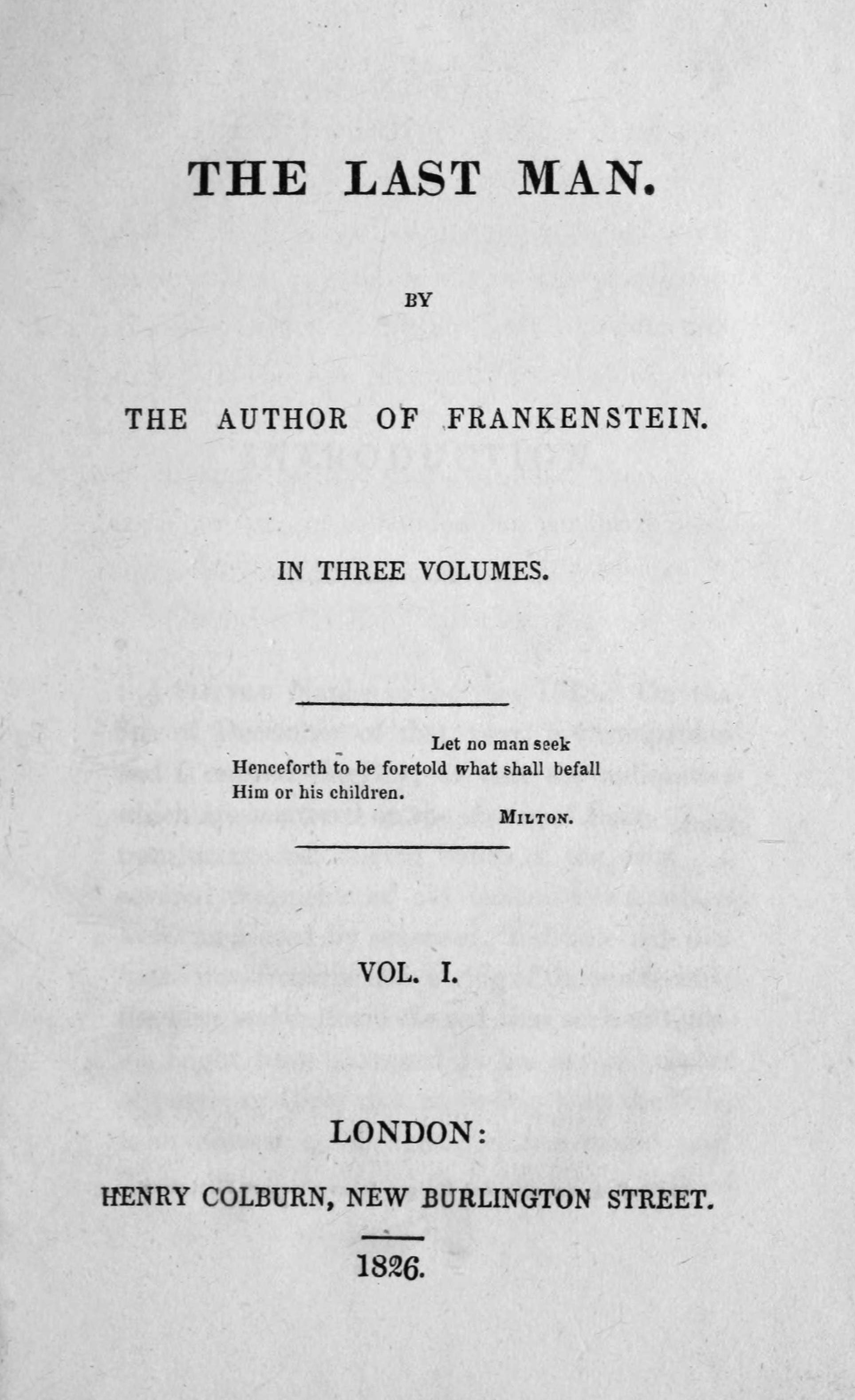
Titelseite der englischen Erstausgabe

Verney, der letzte Mensch (Original: The Last Man) ist ein apokalyptischer Science-Fiction-Roman von Mary Shelley, der erstmals im Jahr 1826 veröffentlicht wurde. Der Roman erzählt von einer futuristischen Welt, in der eine Seuche verheerende Schäden angerichtet hat. Er wurde zu seiner Entstehungszeit scharf kritisiert und war praktisch unbekannt, bis er in den 1960er Jahren sein literarisches Comeback feierte. Der Roman ist unter anderem bemerkenswert aufgrund seiner semibiographischen Darstellungen von Persönlichkeiten aus dem Umfeld Mary Shelleys zu Zeiten der Romantik, insbesondere Shelleys späterem Ehemann Percy Bysshe Shelley und Lord Byron.

## Personen
Lionel Verney: Der letzte Mensch. Er ist der verwaiste Sohn eines verarmten Adligen. Lionel verhält sich zuerst gesetzlos, ist dickköpfig und verbittert über den Adel, der ihm seinen Vater weggenommen hat. Als er sich mit Adrian anfreundet, wird er jedoch zivilisierter und gebildeter. Verney ist größtenteils eine autobiographische Figur für Mary Shelley.
Adrian: Earl von Windsor. Sohn des letzten Königs von England. Adrian steht für die Werte einer Republik. Am meisten motivieren ihn die Philosophie und die Philanthropie. Seine Figur basiert auf Percy Bysshe Shelley.
Lord Raymond: Ein ehrgeiziger, junger Adliger. Raymond wird bekannt durch seine militärischen Bemühungen im Kampf der Griechen gegen die Türken. Anstatt sein Ziel, der König Englands zu werden, zu verfolgen, entscheidet er sich jedoch für die Liebe und wird Lord Protector, bevor er nach Griechenland zurückkehrt. Raymond ist von Leidenschaft und Ehrgeiz getrieben anstelle von Prinzipien. Seine Figur basiert auf Lord Byron.
Perdita: Lionels Schwester und Raymonds Ehefrau. Da sie als Waisenkind aufwuchs, ist sie unabhängig, misstrauisch und stolz. Durch ihre Liebe zu Raymond, dem sie sehr loyal gegenüber steht, wird sie sanfter.
Idris: Adrians Schwester und Verneys Ehefrau. Sie kümmert sich gerne um andere, ist mütterlich und selbstaufopfernd.
Gräfin von Windsor: Adrians und Idris’ Mutter. Sie ist eine österreichische Prinzessin und ehemalige Königin von England. Sie ist arrogant und ehrgeizig und versucht mithilfe ihrer Kinder, die Monarchie zu bewahren.
Evadne: Eine griechische Prinzessin, in die sich Adrian verliebt, die aber Raymond liebt. Sie ist aufrichtig und stolz, selbst dann, als sie verarmt.
Clara: Raymonds und Perditas Tochter.
Alfred und Evelyn: Söhne von Verney und Idris.
Ryland: Anführer der populären demokratischen Partei. Bevor die Pest ausbricht, hat Ryland große Pläne für das Verbot des Adels, aber er will England während der Pestplage nicht regieren.
Lucy Martin: Eine junge Frau, die sich, statt auf die wahre Liebe zu warten, dafür entscheidet, einen abstoßenden Bewerber zu heiraten. So kann sie für ihre alternde Mutter vorsorgen. Die Treue zu ihrer Mutter führt fast dazu, dass sie nach ihrem Exil in England zurückgelassen wird.
Der Hochstapler (the Imposter): Ein falscher Prophet ohne Namen, der in Frankreich eine radikale, religiöse Sekte gegen Adrian gründet.
Juliet: Eine junge Adlige, die der Partei des Hochstaplers beitritt, um ihr Baby versorgen zu können. Sie wird getötet, nachdem sie den Betrug enthüllt hat.

## Handlung

### Einleitung
In der Einleitung zum Roman führt Mary Shelley eine fiktionale Quelle an: Auf Laubblätter geschriebene Prophezeiungen der Sibylle von Cumae, die sie 1818 in der Höhle der Sibylle nahe Neapel entdeckt haben will. Auf Basis dieser Aufzeichnungen habe sie dann den modernen Roman aus Sicht eines Mannes gegen Ende des 21. Jahrhunderts geschrieben.

### Band 1
Lionel Verneys Vater, ursprünglich ein Freund des Königs, wurde wegen seiner Spielsucht verstoßen und nahm sich das Leben. In seinem Abschiedsbrief bat er den König um  Unterstützung seiner Familie, doch wurde dieser Brief nie überbracht. So wachsen seine Kinder Lionel und Perdita schlecht erzogen ohne elterlichen Einfluss auf. Lionel entwickelt dabei starke Ressentiments gegen die königliche Familie.
Als der König abdankt, wird die Monarchie abgeschafft und eine Republik gegründet. Dennoch versucht die Gräfin den gemeinsamen Sohn Adrian zum Thronfolger zu erziehen; dieser wehrt sich jedoch und lehnt es ab, König zu werden. In Cumberland trifft er auf Lionel, dessen Aggressivität durch Adrians Gutmütigkeit und dessen Versicherung, der Brief seines Vaters sei erst kürzlich entdeckt worden, besänftigt wird. Sie freunden sich sogar an, und Lionel entwickelt sich unter Adrians Einfluss zu einem zivilisierten und philosophisch interessierten Menschen.
Zurück in England, verlieben sich Adrians Geliebte Evadne und Lionels Schwester Perdita in den Kriegshelden Lord Raymond, der gerade mit politischen Ambitionen aus dem Krieg zwischen Griechenland und der Türkei nach England zurückkehrt. Raymond plant jedoch, mit Unterstützung der Gräfin Lionels Geliebte Idris zu heiraten, um seinem Ziel, König zu werden, näher zu kommen. Letztlich heiratet er jedoch Perdita.
Als die Gräfin von der Liebe zwischen Idris und Lionel erfährt, plant sie, Idris zu betäuben und nach Österreich zu verschleppen, wo sie eine politisch motivierte Ehe eingehen soll. Idris entdeckt jedoch den Plan, flieht zu Lionel und heiratet ihn.
Adrian und die anderen leben glücklich zusammen, bis Raymond das Amt des Lordprotektor erhält. Seine Frau Perdita freundet sich bald mit ihrer neugewonnenen gesellschaftlichen Position an und Raymond entwickelt sich zu einem beliebten, gütigen Führer. Als er herausfindet, dass Evadne inzwischen verarmt und anonym in London lebt, versucht er, sie durch künstlerische Aufträge heimlich zu unterstützen und pflegt sie, als sie krank wird. Als Perdita dies entdeckt und Raymond der Untreue bezichtigt, trennt sich dieser von ihr; er legt sein Amt nieder und engagiert sich im Krieg in Griechenland. Schnell verbreitet sich in England das Gerücht, er sei getötet worden. Perdita bleibt loyal und lässt sich von Lionel mit ihrer Tochter Clara nach Griechenland bringen, um Raymond zu finden.

### Band 2
Lionel und Raymond ziehen in den Kampf bei Konstantinopel und treffen Evadne tödlich verwundet. Im Sterben sagt sie Raymonds Tod voraus. Wegen eines Pestausbruchs in Konstantinopel zieht Raymond allein in die Stadt und kommt dort in einem Feuer ums Leben.
Die Pest verbreitet sich weiter über Europa und Amerika, und Lionel und Adrian fliehen nach England, als die Pest auch dort ankommt. Der neue Lord Protector fällt ihr zum Opfer, und Adrian übernimmt das Kommando und hält Ordnung und Humanität in England aufrecht. Doch nun legen in Irland Schiffe mit Überlebenden aus Amerika an, die plündernd durch Irland und Schottland ziehen und dann in England einfallen. Adrian stellt eine militärische Einheit auf, ist aber schließlich in der Lage, den Konflikt friedlich zu lösen.

### Band 3
Die wenigen Überlebenden suchen Lucy Martin. Von einem Schneesturm überrascht, stirbt Idris, geschwächt von jahrelangem Stress und Existenzängsten. An ihrem Grab trifft Lionel noch einmal auf die Gräfin und versöhnt sich mit ihr. Mit Lucy kehrt er zurück; die Gruppe erreicht auf der Flucht Dover und setzt nach Frankreich über.
Dort haben sich frühere Emigranten in verschiedene Lager aufgeteilt, darunter auch eine fanatisch-religiöse Sekte, deren Anhänger glauben, von der Krankheit verschont zu werden. Als Adrian in Versailles die meisten anderen Gruppen vereinigt, erklärt ihm die Sekte den Krieg.
Lionel will Juliet aus Paris retten, der der Sektenführer aber das Kind genommen hat. Als das Kind krank wird, zeigt sich, dass der Hochstapler die Auswirkungen der Pest vor seinen Anhängern geheim hält. Juliet warnt die Anhänger, wird jedoch dabei getötet, und der Sektenführer begeht Selbstmord.
Die Anhänger kehren zu den anderen Vertriebenen nach Versailles zurück, und alle reisen nun in die Schweiz, um in ihrem kühleren Klima Schutz vor der Pest zu finden. Bei der Ankunft leben nur noch Lionel, Adrian, Clara und Evelyn.
Sie verbringen eine relativ glückliche Zeit in der Schweiz, in Mailand und Como. Schließlich stirbt Evelyn an Typhus, und Clara und Adrian ertrinken bei der Überfahrt nach Griechenland bei einem Seesturm. Lionel kann sich retten und ist nun der letzte überlebende Mensch.

## Themen

### Biographische Elemente
Viele der Hauptcharaktere basieren vollständig oder teilweise auf Personen aus Shelleys Bekanntenkreis. Da ihr Schwiegervater, Sir Timothy Shelley, ihr verboten hatte, eine Biographie ihres Ehemannes zu veröffentlichen, verewigte sie ihn und andere Bekannte in The Last Man. Der fiktive Adrian, Earl of Windsor, der seine Anhänger auf der Suche nach einem natürlichen Paradies anführt und stirbt, als sein Boot in einem Sturm sinkt, stellt daher ein fiktives Porträt Percy Bysshe Shelleys dar. Andere Nebencharaktere beinhalten allerdings ebenfalls Spuren Percy Bysshe Shelleys. Lord Raymond, der England verlässt, um für die Griechen zu kämpfen und in Konstantinopel stirbt, basiert auf Lord Byron. In ihrem Roman verarbeitet Mary Shelley die Trauer über den Verlust ihres Bekanntenkreises, den sie auch als „the Elect“ („die Auserwählten“) bezeichnete. Lionel Verney stellt dabei ein Ventil für Shelleys Trauergefühle und ihre Langweile nach dem Tod ihrer Bekannten und deren Kinder dar.
Inspiration für den Namen des Romans fand Shelley möglicherweise in Jean-Baptiste Cousin de Grainvilles Le Dernier Homme aus dem Jahre 1805, das 1806 als Omegarus and Syderia ins Englische übersetzt wurde.

### Infragestellen der politischen Ideale der Romantik
Mit dem Roman Verney, der letzte Mensch verarbeitet Mary Shelley nicht nur den Verlust ihrer Freunde, sondern stellt auch deren politischen Ideale der Romantik infrage. Im Roman ist die Pest der Grund für das Zerfallen der Führungsschicht von innen. In der Epoche der Romantik zerbricht die Führungsschicht an der Revolution. Mary Shelley sieht diesen Zerfall in der Schwäche der menschlichen Natur begründet. Bei dem Literaturwissenschaftler Kari Lokke heißt es hierzu: Dadurch, dass der Mensch bei Mary Shelleys Roman nicht im Mittelpunkt des Universums steht und die privilegierte Stellung des Menschen im Bezug auf die Natur infrage gestellt wird, fordert der Roman die Weltanschauung der westlichen Gesellschaft heraus. Darüber hinaus nimmt Mary Shelley auch Bezug auf die Fehler der Französischen Revolution und attackiert den aufklärerischen Glauben an die Unumgänglichkeit des Fortschritts.

### Isolation
Hugh Luke ist der Ansicht, dass dadurch, „dass Shelleys Roman mit dem Bild des letzten Bewohners der Erde endet, sich nahezu der komplette Roman auf die Idee stützt, dass das menschliche Dasein immer ein einsames und daher letztlich auch immer ein tragisches ist.“ Dieses Element der tragischen Einsamkeit findet sich neben Shelleys Werken auch in Lord Byrons und William Wordsworths Lyrik.

### Wissenschaft und Medizin
Nicht nur Mary Shelleys bekanntester Roman Frankenstein (1818) setzt sich mit wissenschaftlichen Fragen auseinander. Auch der Roman Verney, der letzte Mensch beschäftigt sich mit dem Bereich der Wissenschaft. Im Gegensatz zu den Warnungen vor Faust-ähnlicher Übertreibung in Shelleys früheren Werken kritisiert dieser Roman die verheerende Apokalypse und damit auch die Rückständigkeit der Medizin und Wissenschaft. Der ineffektive Astronom Merrival steht zum Beispiel dem erschreckend produktiven Victor Frankenstein gegenüber. Auch wenn Lionels Immunität Gegenstand kritischer Debatten bleibt, zeigt der Roman auf der anderen Seite ein tiefes Verständnis von Medizin. Dies zeigt sich insbesondere in Bezug auf die Entwicklung der Pockenimpfung und in Bezug auf die verschiedenen Theorien zur Übertragung von Krankheiten im 19. Jahrhundert.

## Publikationsgeschichte und Rezeption
Zwei Auflagen von The Last Man wurden 1826 von Henry Colburn in London herausgegeben, und eine Ausgabe erschien 1826 in Paris, verlegt von Galignani. Eine Raubkopie wurde 1833 in Amerika veröffentlicht. The Last Man erhielt die schlechtesten Kritiken von allen Romanen Mary Shelleys: Die meisten Kritiker empfanden das Endzeit-Thema des Romans, das in den vergangenen zwei Jahrzehnten sehr populär geworden war, als überholt. Einzelne Kritiker stempelten das Buch als „ekelerregend“ ab, kritisierten seine „dummen Grausamkeiten“ und bezeichneten die Vorstellungen der Autorin als „krankhaft“. Diese Reaktionen erschreckten Mary Shelley, die ihrem Verleger daraufhin versprach, ihr nächstes Buch würde massentauglicher werden. Dennoch sprach sie von The Last Man immer als einem ihrer liebsten Werke. Bis 1965 wurde der Roman nicht wieder verlegt. Im 20. Jahrhundert erlangte er neue Aufmerksamkeit unter Literaturkritikern, möglicherweise weil das Bewusstsein der Vergänglichkeit der menschlichen Existenz in der Zwischenzeit neue Brisanz erlangt hatte.
Eine erste deutsche Ausgabe mit dem Titel Verney, der letzte Mensch erschien 1982 im Bastei Lübbe Verlag, übersetzt von Ralph Tegtmeier. Die Übersetzung wurde wegen ihrer zahlreichen Auslassungen und Kürzungen zum Teil hart kritisiert.
Eine erste ungekürzte deutsche Ausgabe, übersetzt von Irina Philippi, erschien unter dem Titel Der letzte Mensch im Jahr 2021.

## Ausgaben
- The Last Man. Hrsg. v. Morton D. Paley. Oxford Paperbacks, Oxford 1998, ISBN 0-19-283865-2.
- Verney, der letzte Mensch. Übersetzt von Ralph Tegtmeier. Bastei Lübbe, Bergisch Gladbach 1982, ISBN 3-404-72021-0.
- Der letzte Mensch. Aus dem Englischen übersetzt von Irina Philippi. Mit einem Nachwort von Rebekka Rohleder und einem Essay von Dietmar Dath. Reclam, Stuttgart 2021, ISBN 978-3-15-011328-8.